# Conus flammeacolor
Conus flammeacolor é uma espécie de gastrópode do gênero Conus, pertencente à família Conidae.